# Forgách Miklós (kamarás)
Ghymesi és gácsi gróf Forgách Miklós (Gímes,[forrás?] 1733 – Nyitraújlak, 1795. szeptember 20.) császári és királyi kamarás, valóságos belső titkos tanácsos, nyitrai főispán.

## Élete
Gróf Forgách József (1699-1763) nógrádi főispán és Engelshoffen Anna fia volt. 1777-ben Nyitra vármegye főispánja lett. Az 1785. január 1.-i katonai összeírást ellenezte, ezért II. József császár november 1.-én megfosztotta őt főispáni méltóságától és e rendeletében bolondnak nyilvánította.
A művészet és tudomány nagy kedvelője volt. Kazinczy Ferenc tántoríthatatlan hazafinak tartotta őt és ódát irt hozzá. Batsányi János pedig a magyar nyelv és nemzetiség érdekében buzdító levelet intézett hozzá a Magyar Museum című lapban (II. 1792.).

## Művei
- Patriotische Vorstellung an den Monarchen in Betreff der Wiederherstellung der vormaligen Regierungsform in Ungarn. Pressburg, 1788. (Névtelenül.)
- Ab optimo principe candida postulata. Hely n., 1790. (Névtelenül.)
- Ajánló-beszéd, mely Ghymesi gróf Forgács Miklós úr Nyitra megyének feő ispánya által ugyan azon megye egybe gyülekezet rendeihez 1791. eszt. a nemesi szabadsággal élő- s meg szorult rokonságok segedelmére fel állitandó rendelés eránt tartatott. Nagyszombat.
- Sermo, quem D. Nicolaus e com. Forgács de Ghymes ad incl. status et ordines comitatus Nitriensis generaliter congregatos die 14. Maji 1791. intuitu provisionis nobilitari praerogativa gaudentium familiarum habuit. Hely n. Anno ut supra.
- Kéziratban: F. M. gróf nyitramegyei főispán beiktatásakor tartott beszédek